# Поділ (Чернігів)
Поділ, Московська слобода, Москальська слобода, Солдатська слобода, Кавказ — місцевість у Деснянському районі Чернігова. Знаходиться на південь від Дитинця у поймі Десни.
У ХІІІ сторіччі почав заселятися чернігівський Поділ найбідніших верствами суспільства. Вони будували напівземлянки і займались землеробством й скотарством. Але на місці сучасної Нової вулиці житлових будівель майже не було через близькість тодішнього русла Стрижня. На цьому місці були поля, де виганяли худобу.
Після входження Гетьманської України до складу Московського царства (1654 р.) Поділ отримав назву Московської слободи (пізніше Солдатської), адже тут спершу розселили гарнізон московських солдат. На першій карті Чернігова — «Абрисі Чернігівському» (1706 р.) вже зображено забудову місцини.
А у ХІХ сторіччі місцину прозвали Кавказом. За місцевими переказами назва пішла від того, що в районі оселились колишні полонені горці, які воювали проти Російської Імперії.
Протягом ХІХ сторіччя тут з'явилась пристань пароплава. Згодом перший міст через Десну і шосе на Київ. У 1891 році — залізниця. Через це Кавказ-Поділ став воротами в місто і дуже людним районом.